# 바흐텔 타워

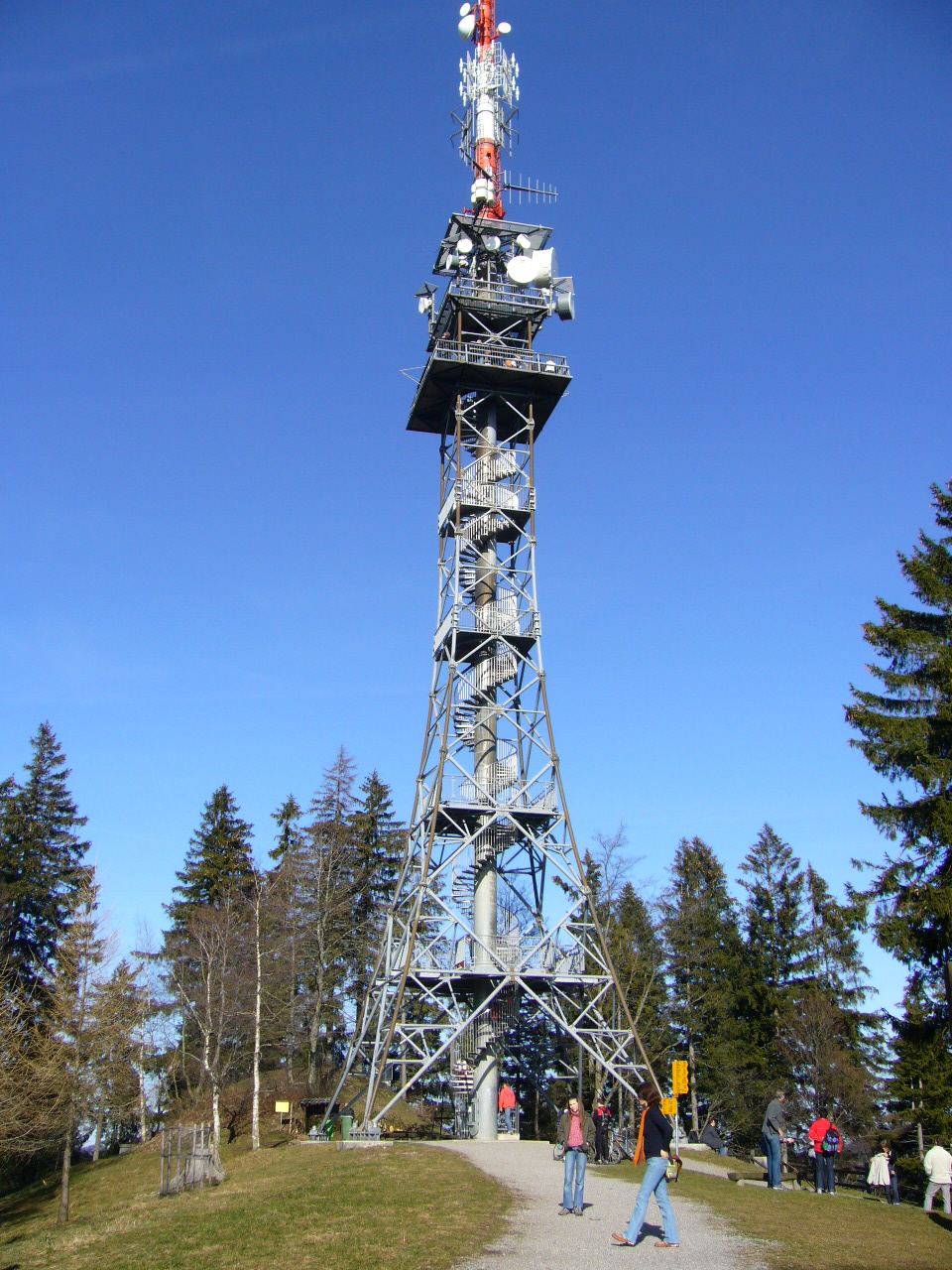
바흐텔 타워

바흐텔 타워(Bachtelturm)는 취리히고원이 내려다보이는 스위스 힌빌 근처의 1,115m 높이의 바흐텔산에 있는 60m 높이의 라디오 타워이다. 바흐텔 타워는 지상 30m 높이의 전망대에 계단을 통해 접근할 수 있는 격자 타워이다. 1986년 그 자리에 있던 작은 전망대를 대체하기 위해 지어졌다. 바흐텔 타워 전망대에는 스위스 알프스 산맥의 이름이 보이는 삽화가 있다. 이 삽화는 힌빌 근처 베르네차우젠의 파울 탈만이 디자인했다.

## 역사
1873년에 목조탑이 세워졌다. 그것은 20년 후에 파괴되었고, 1893년에는 강철로 된 전망대 가 그 뒤를 이었다. 이 두 번째 탑은 1979년 취리히 주 정부에 의해 역사 보존 대상으로 지정 되었다. 6년 후, 타워는 기술적인 이유로 스위스 포스트(구 PTT)에 의해 보관되었으며, 1992년에 타워는 파넨슈틸에 재건되었다.

## 갤러리

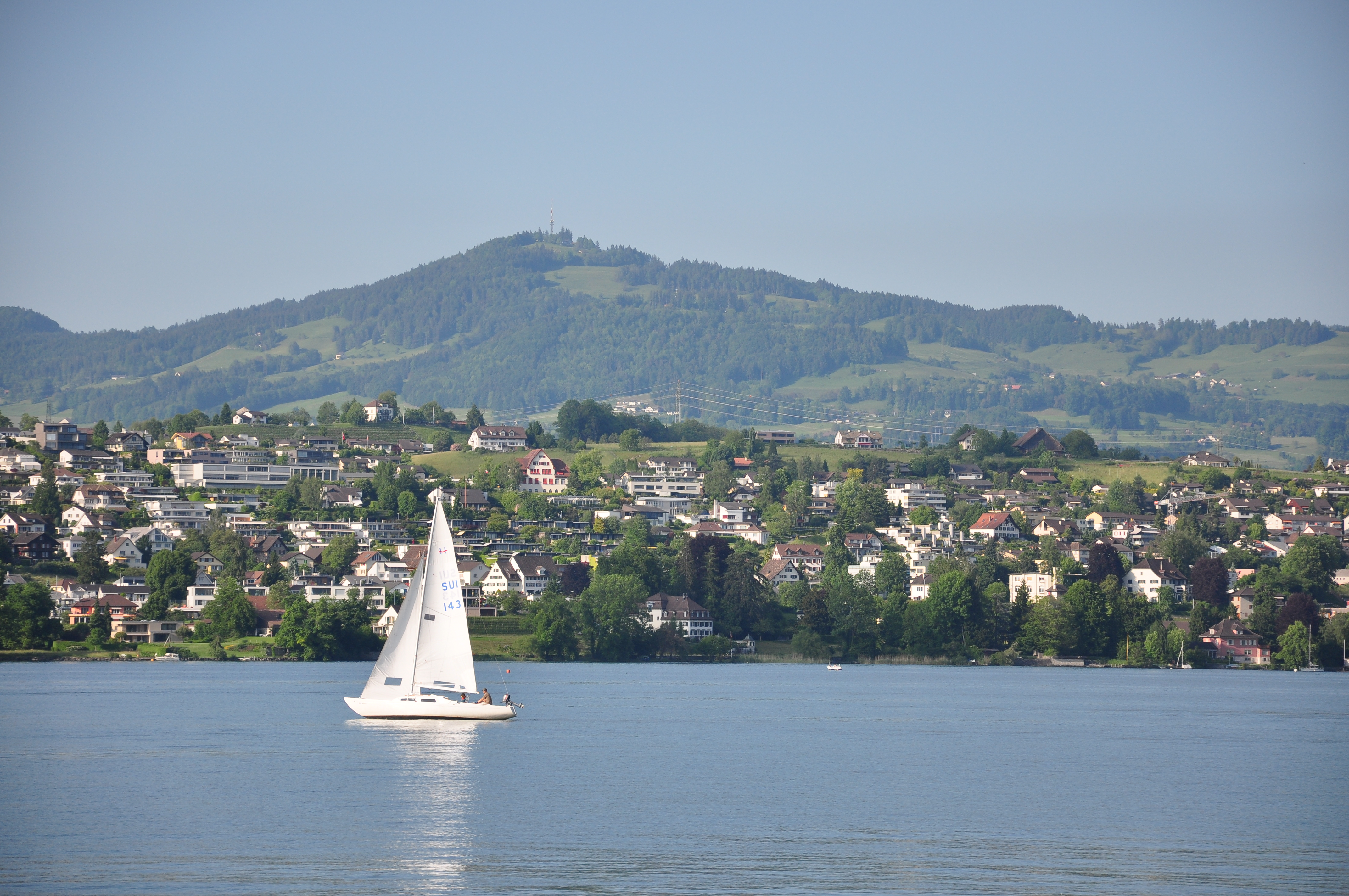
라퍼스빌 근교의 켐프라텐에서 본 취리히호에서 본 바히텔

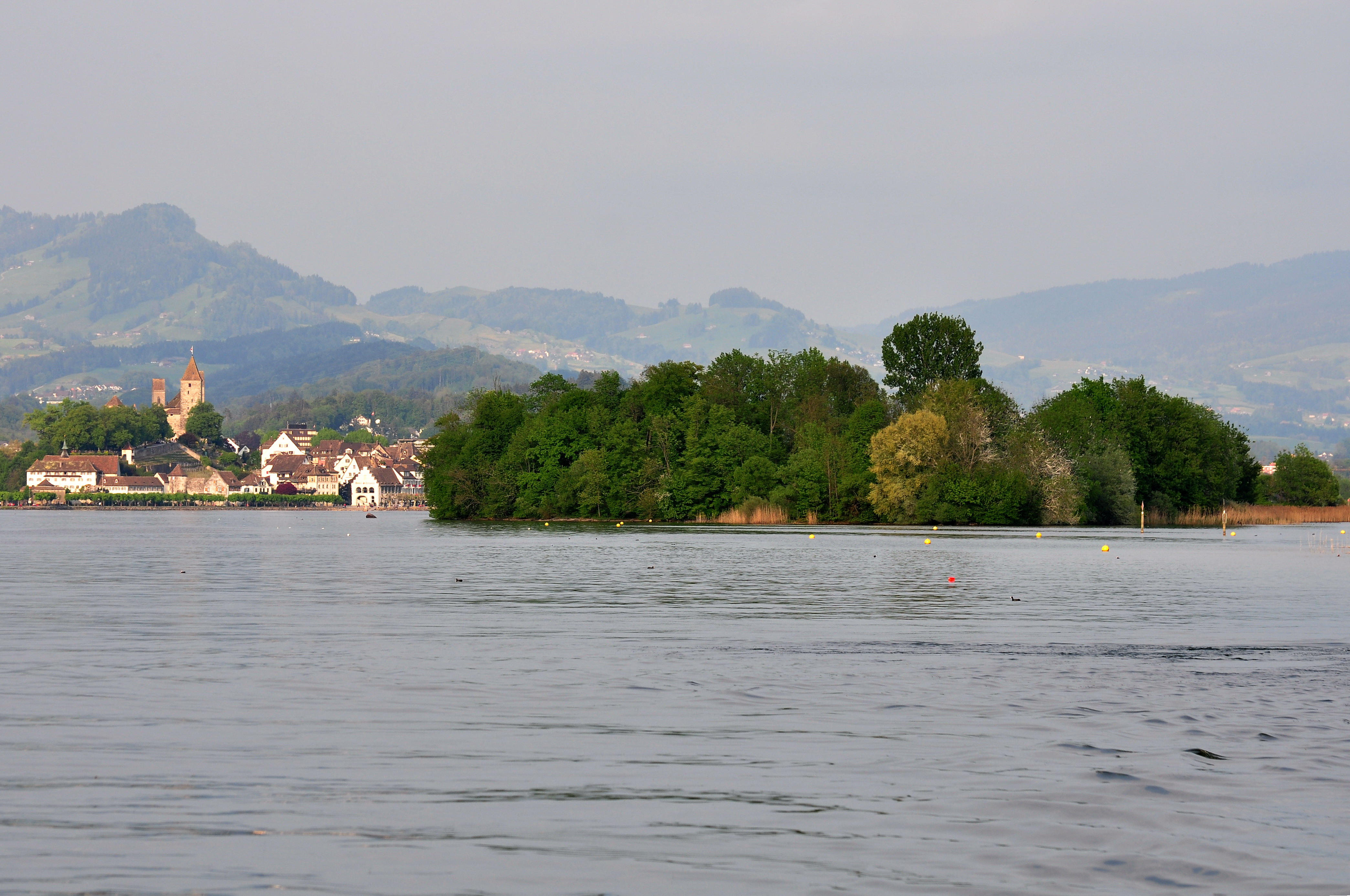
취리히호, 우페나우 그리고 뤼첼라우 섬]에서 본 바히텔산